# ラザロの復活 (リベーラ)
『ラザロの復活』（ラザロのふっかつ、西: La resurrección de Lázaro、英: The Raising of Lazarus）は、スペイン・バロック絵画の巨匠ホセ・デ・リベーラが1616年ごろ、キャンバス上に油彩で制作した絵画である。2001年以来、マドリードのプラド美術館に所蔵されている。同美術館が所蔵するリベーラの最も初期の作品で、ローマ時代の唯一の作品でもある。

## 作品
「ヨハネによる福音書」 (11:33-44) によれば、ベタニアに住んでいたラザロはマリアとマルタの兄弟で、ある時、病に冒されてしまう。イエス・キリストと親しかったマルタとマリアは急いで彼に病状を伝えたが、彼が到着した時にはラザロが息を引き取り、埋葬されてからすでに4日がたっていた。人々はキリストが各地で起こした奇跡を知っていたものの、死者を復活させるのは無理だろうと話していた。しかし、キリストは、マルタに「あなたの兄弟はよみがえる。信仰があれば肉体が死んでも生きるのだ。あなたは信じるか」と問う。マルタは「信じます」と答える。マルタをともなってラザロの墓へと向かったキリストは、墓石をどけさせると「出てきなさい」と声をかけた。すると棺桶の中から布に巻かれたままのラザロが出てきた。
本作の中央にいるキリストは、伸ばした腕で生き返ったばかりのラザロを指差している。キリストには何人かの使徒が付き添い、マリアとマルタはまだラザロの死を悼んでいる。この主題はしばしば描かれてきたが、通常とは異なり、リベーラは場面を屋内に設定している。また、登場人物の数を減らし、外部を示唆することのない、閉じられた構図を創造している。こうした特徴は、暗い背景の中にフリーズ状に配置された、実物よりやや大きな半身以上の人物像を描いていることと相まって、モニュメンタルな性格の構図と統一感のある物語の感覚を生み出している。
一方で、若きリベーラは当時ローマで活動していた画家たち同様、カラヴァッジョの画風を信奉していた。カラヴァッジョの影響が見られる本作では、奇跡の場面が厳粛な写実主義技法で描かれている。また、画家は市井の人々をモデルに用い、強烈な光でラザロを指すキリストの手とラザロの雄弁な仕草を照らしだしつつ、作品を劇的に演出している。
風景画のような横長の画面形式、登場人物の数、半身の人物像の描写、愛情表現の強調のために、本作はリベーラのローマ時代を特徴づける歴史画に属し、物語の表現においてナポリ時代の作品とは異なっている。しかし、非常に均衡のとれ、研究された構図であり、ローマ時代後期の1616年ごろの制作年であることを思わせる。